# サイレントシャフト

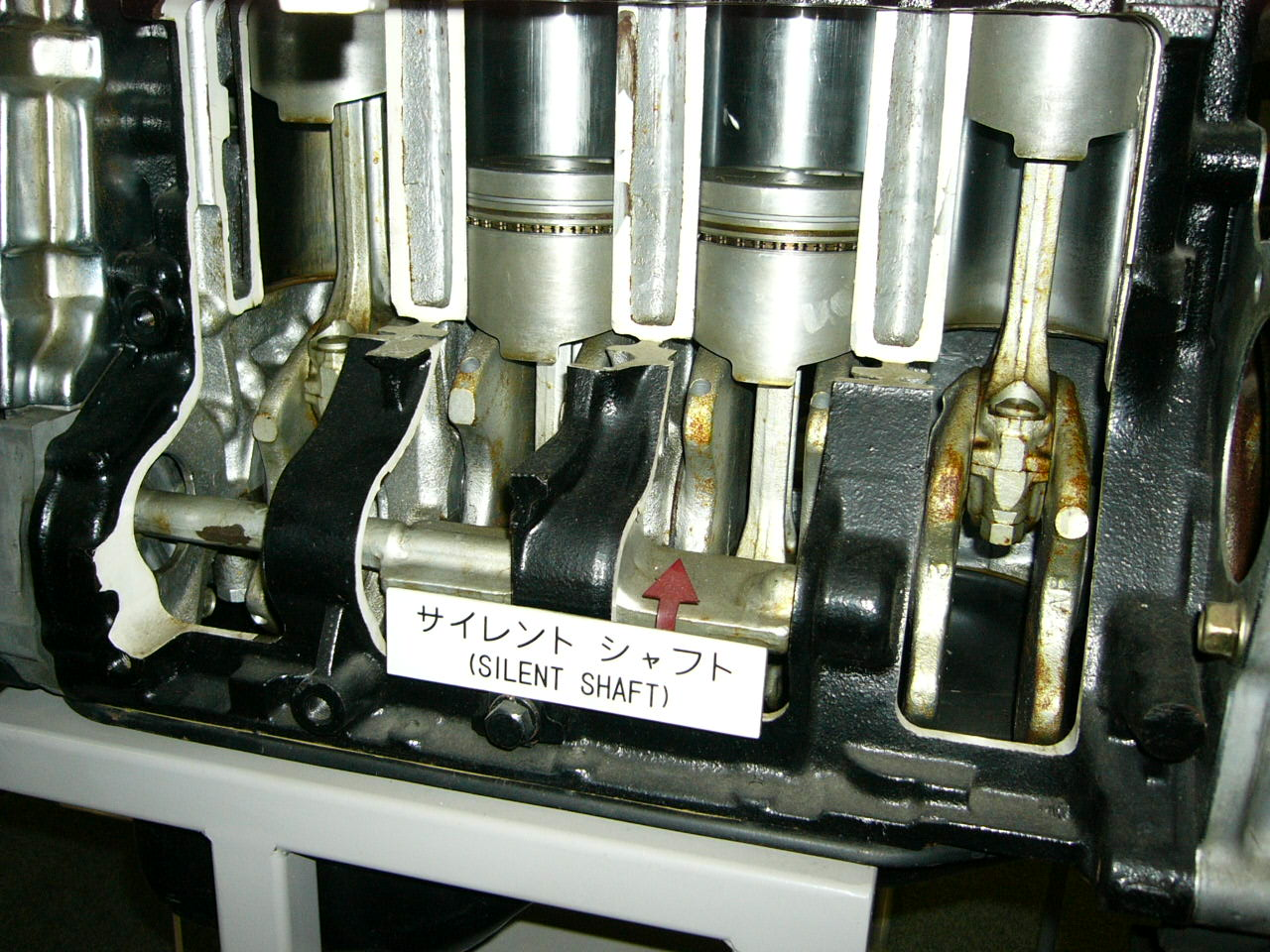
当時の三菱エンジンの多くに採用されたサイレントシャフト

サイレントシャフト（Silent shaft）とは、三菱自動車工業が自社の直列4気筒および直列2気筒エンジンに用いていた、バランスシャフトの商標及び特許である。

## 概要

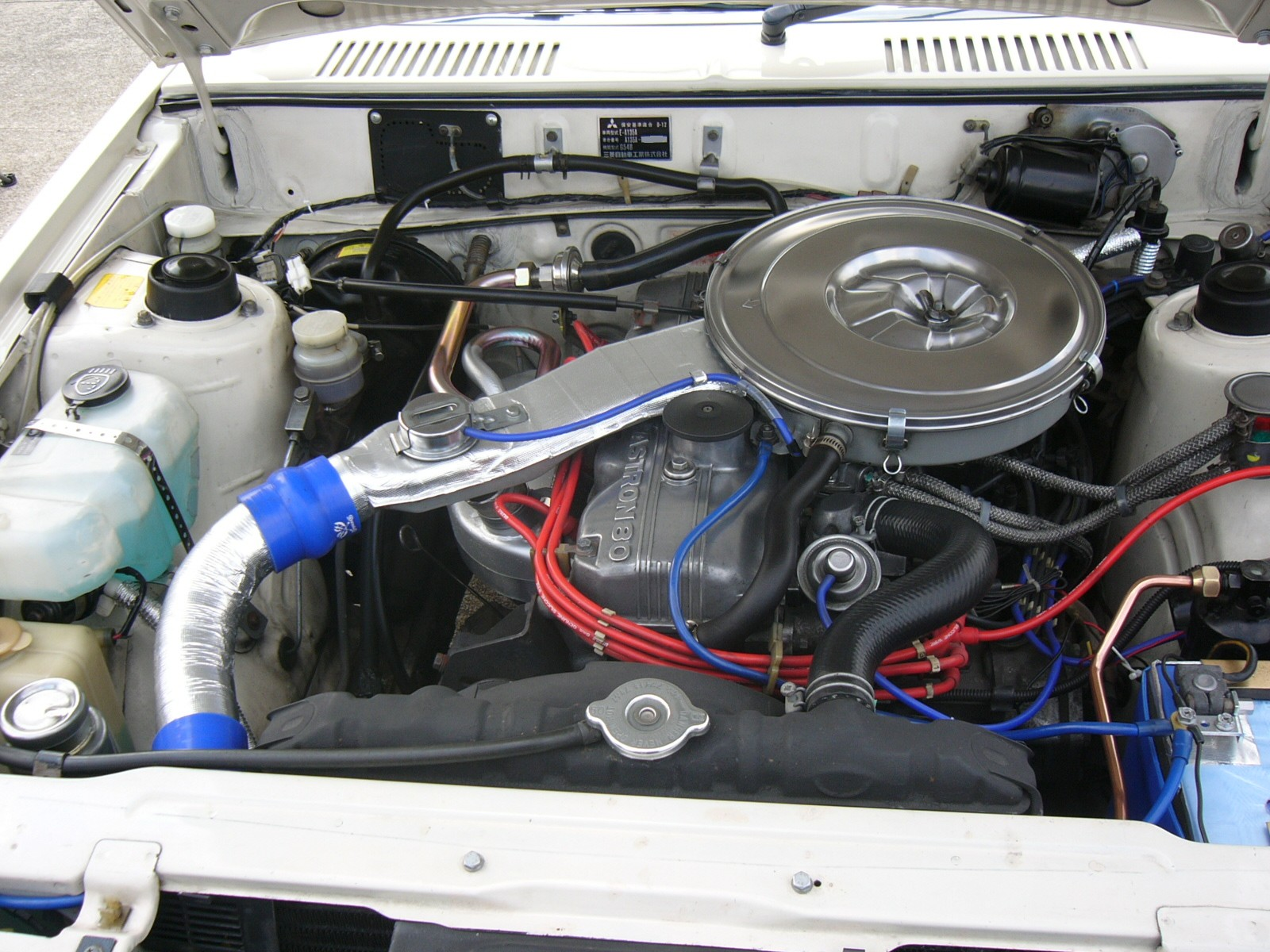
MCA-JETとサイレントシャフトの双方を採用した初代ギャランΛ(A135A)のアストロン80 G54Bエンジン

開発は1960年代から進められていた。当時、自動車部門を分離する前だった三菱重工業は、今後の中心事業を「自動車か、船舶か、それ以外か」と決めかねており、他メーカーとは異なりV型6気筒エンジンの生産ラインを持っていなかった同社において、大規模な設備投資が必要な事案には慎重にならざるを得なかった。そこで苦肉の策として「4気筒でも6気筒に負けないパワーと静粛性」を得られるサイレントシャフトが生み出された。
1974年12月に同社の軽自動車「ミニカF4」（A103A型）用の直列2気筒の2G21型エンジンに搭載されたのが初出であり、翌1975年には2,000ccを超える直列4気筒である三菱・4G5系エンジンにも順次、採用されていった。
サイレントシャフトは、「ランチェスターの法則」で知られるイギリスのフレデリック・ランチェスターによって1900年代初頭に発明されたランチェスター・バランサーの一種であるが、サイレントシャフトが特徴的なのは、2本のシャフトの位置を上下にずらし、エンジンの振動のみならず、起振モーメントをも打ち消していることである。同社は1975年当時の販売店向けカタログにて、当時三菱が開発を進めていた公害対策技術であるMCA共々、大々的に宣伝を行い、サイレントシャフトの振動抑制性能を称して「V型8気筒に比肩する」とまで称していた。また「80年代の理想を追求した未来派エンジン」とも称され、サイレントシャフトを搭載した直列4気筒エンジンは、そのエンジン本来の通称の末端に80を付け、「アストロン80」「サターン80」などと名付けられ、それ以前のエンジンとの区別が行われた。
サイレントシャフトの登場によるランチェスターバランサーによる完全バランス達成はその後の直列4気筒の設計手法そのものに深い影響を与えることになり、三菱は後にフィアット、サーブ、ポルシェにサイレントシャフトの特許使用を認可、各社の2,000cc以上の大排気量直列4気筒エンジンに採用されることになった。また、当時三菱と提携していたクライスラー（ダッジ及びプリムス）の販売ルートにエンジンのOEM供給を行う事で、サイレントシャフト搭載エンジンは北米市場にも拡販されていった。また、韓国の現代自動車にもクライスラーと同様の形でサイレントシャフト搭載エンジンの供給が行われ、韓国国内でも販売が行われた。
2005年に発表された三菱・4B1型では通常のランチェスターバランサーになっている模様である。これはサイレントシャフトの特許が2本のバランスシャフトの配置とシャフト本体の形状を対象としているため、たとえ三菱製エンジンで採用されるバランスシャフトであっても、シャフトの位置関係や形状がサイレントシャフトの原特許と異なる場合には、厳密にはサイレントシャフトに該当しなくなるためである。
なお、サイレントシャフト以前から各社でランチェスターバランサーの研究自体は行われていたが、シャフトの配置及び基本形状を三菱が特許で押さえたために、各社はシャフトの配置についてはサイレントシャフトと異なる形とし、特許抵触の回避が不可能な部分は三菱との個別交渉で許諾を得ることで解決を図った。サーブはB234エンジンにてサイレントシャフトとは異なるシャフト配置を採り、ポルシェは自社のトランスアクスル技術とのクロスライセンス契約を結ぶことで、サイレントシャフトと同じ配置のバランスシャフトの採用に漕ぎ着けた経緯がある。
国内他社の採用例としては、直列2気筒では富士重工業のEK23型エンジン、ダイハツ工業のダイハツ・AB型エンジン。直列3気筒ではスバル・EF型エンジン、直列4気筒では本田技研工業のF22A型エンジン、マツダのL3-DE型2.3Lエンジン、日産自動車のQR25DE、トヨタ自動車の
トヨタ・AZエンジン（2.4L、2.5L、2.7L）などでサイレントシャフトと類似した2本シャフトが用いられていた。

## 欠点
バランスシャフト全般に共通する欠点でもあるが、サイレントシャフトはクランクシャフトからタイミングベルトやタイミングチェーンを介して駆動力を受け取って回転するため、馬力のロスが確実に発生する。また、クランクシャフトの2倍の速度で回転する関係上、サイレントシャフトの軸受けの潤滑はエンジンオイルにとっても非常に過酷なものとなり、高回転域では焼き付きが発生する可能性も高くなった。そのため、モータースポーツなどにおいてはサイレントシャフトを除去することで馬力のロスとメタル軸受け焼付きの問題を回避する手法が採られることもあった。